# Marchio Alfa Romeo

Il marchio dell'Alfa Romeo in uso dal 2015

Il marchio dell'Alfa Romeo è l'emblema identificativo dell'omonima casa automobilistica italiana.

## Storia

### La genesi
Lo studio per un nuovo marchio iniziò subito dopo la fondazione dell'A.L.F.A., azienda milanese che sorse sulle ceneri della Società Italiana Automobili Darracq. Il consiglio di amministrazione della neonata casa automobilistica ne diede incarico al primo progettista Giuseppe Merosi; il giorno successivo il più giovane dei disegnatori dell'Ufficio Tecnico – Romano Cattaneo, fratello di Giuseppe Cattaneo progettista di vetture Isotta Fraschini – suggerì a Merosi di includere il Biscione visconteo.
L'idea gli venne in mente mentre attendeva il passaggio mattutino del tram 14 al capolinea di piazza Castello per recarsi al lavoro, osservando la figura presente sulla torre del Filarete. Il suggerimento incontrò l'approvazione di Merosi, che iniziò subito a creare, insieme a Cattaneo, 

Stemma del Casato dei visconti

qualche schizzo del nuovo logo aggiungendovi la croce di rosso in campo d'argento dello stemma di Milano e le scritte di color oro su un anello blu "Alfa" e "Milano" divise da due nodi sabaudi in omaggio alla Casa regnante italiana. Il logo così impostato venne presentato all'amministratore delegato Ugo Stella, del quale incontrò l'approvazione. Cattaneo venne poi incaricato di prepararne la versione definitiva.

### L'evoluzione
Inizialmente la versione montata aveva un diametro esterno di 65 mm; questa versione fu presente sul radiatore dei veicoli costruiti alla fabbrica del Portello dal 1910 al 1915.

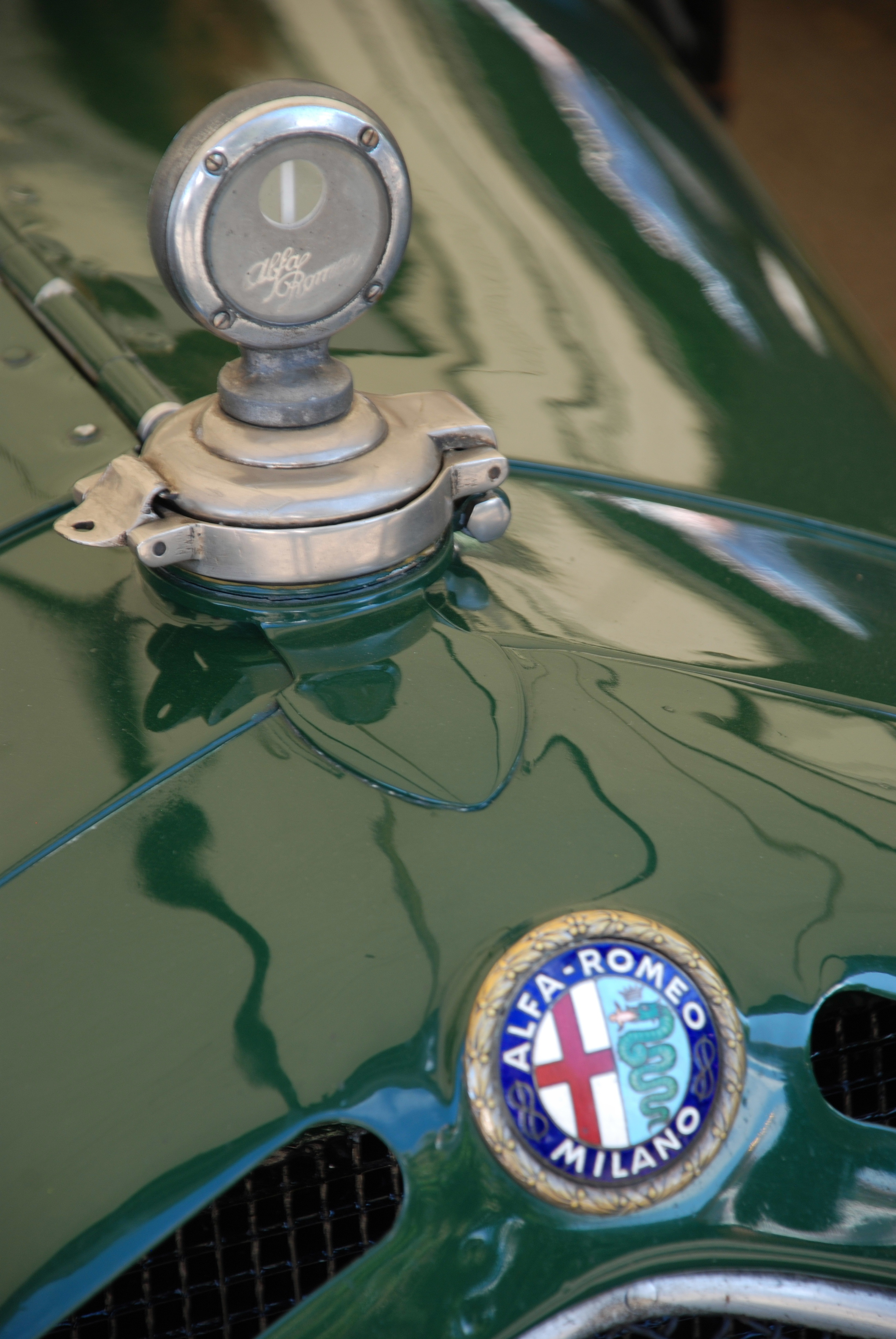
Logo di un'Alfa Romeo d'epoca

La casa automobilistica del "Biscione" non ha mai modificato radicalmente il suo marchio. Le uniche modifiche rilevanti hanno riguardato il settore circolare esterno:
- Nel 1913 le scritte dall'ottone passano allo smalto bianco[7];
- Nel 1919, dopo l'acquisizione del controllo dell'azienda da parte di Nicola Romeo, la legenda diventò Alfa Romeo (uniti da un trattino) Milano[4][6][7];
- Nel 1925 è stata aggiunta una corona d'alloro in metallo sbalzato in ricordo della vittoria dell'Alfa Romeo P2 al primo campionato del mondo di automobilismo mai organizzato nella storia[4][6][8]. Il diametro esterno divenne di 75 mm per essere poi riportato a 60 mm nel 1930. Nel 1932 le vetture destinate in Francia portarono la legenda Alfa Romeo Paris, mentre l'anno successivo, per le vetture destinate al mercato estero, si tornò a usare la dicitura Alfa Romeo, con i due termini divisi da tre nodi sabaudi[7][9];
- Nel 1946 (o l'anno prima per altre fonti[7]), dopo la vittoria della Repubblica al referendum del 2 giugno, sono state inserite due linee ondulate in sostituzione dei nodi sabaudi[4][6]. Nel contempo, la dimensione fu portata a 54 mm[8] e si usò, quale materiale di base, una lamiera rossa[7];
- Dal 1950, in occasione dell'inizio della produzione dell'Alfa Romeo 1900, il marchio ritornò all'ottone smaltato, cioè al materiale ampiamente utilizzato per fabbricare questi componenti prima della seconda guerra mondiale. A partire dal 1960, il marchio divenne invece di materiale plastico[7][8];
- Nel 1972, con la conversione dello stabilimento Alfasud di Pomigliano d'Arco alla produzione automobilistica, sono state tolte dal marchio la scritta Milano, le linee ondulate e il trattino che separava Alfa e Romeo, dando quindi al marchio un aspetto più "moderno" (restyling di Pino Tovaglia)[4][8][10]. Inoltre, l'omino che il biscione sta ingoiando, da oro diventò rosso[11], mentre la scritta è ancora in bianco[7];
- Nel 1982 viene abbandonata la corona d'alloro ed il logo ha lo sfondo integralmente dorato (smalto su ottone), compresa la scritta[7];
- Il 24 giugno 2015, in occasione dell'uscita della nuova Giulia e del 105º anniversario della casa, viene presentato il nuovo logo della casa automobilistica, la cui realizzazione è stata curata dallo studio Robilant&Associati[7][12][13][14]. Tra le modifiche evidenti si può notare l'eliminazione della linea che separava le due metà con la croce e il biscione, che adesso non si presentano più come due elementi distinti; lo sfondo dietro questi ultimi è costituito con un motivo puntinato bianco simile alla fibra di carbonio, l'omino e la corona del biscione diventano di color argento così come la scritta Alfa Romeo, il cui disegno viene aggiornato. La cornice rimane, invece, di colore blu scuro.